# اللعبة الكبيرة (فلم)
اللعبة الكبيرة (بالإنجليزية: The Big Game) هو فيلم أكشن جنوب أفريقي صدرَ عام 1973 من إخراج روبرت داي وبطولة ستيفن بويد وفرنسا نوين وراي ميلاند. صُوِّر الفيلم في موقعٍ ما في كيب تاون ومواقع أخرى في وروما وهونج كونج.

## القصّة
سعيًا وراء وسيلةٍ لتعزيز السلام العالمي، يُطوٍّر أميركي ثري آلة يمكنها التحكم في عقول الناس ويستأجر مرتزقة لحمايتها على متن سفينة تُسافر إلى النمسا حيث يواجهون هجومًا من قبل عملاء مُعَادُون.

## طاقم التمثيل
- ستيفن بويد في دور ليتون فان ديك
- فرنسا نوين في دور أتانغا
- راي ميلاند في دور البروفيسور بيت هاندلي
- كاميرون ميتشيل في دور برونو كارستينس
- بريندون بون في دور جيم هاندلي
- مايكل كيرنر في دور مارك هاندلي
- جون فان دريلين في دور لي
- جون ستايسي في دور الجنرال بيل سترايكر
- جورج وانج في دور وونغ
- ماري دو تويت في دور لوسي هاندلي
- إيان يول في دور قائد فريق العمل
- بيل بروير في دور قبطان السفينة
- رومانو بوبو في دور ألبرتو
- لاري ماكيفوي في دور دكتور واردن
- أنتوني داوسون في دور بيرتون
- روجر دواير في دور سكيبر